# ميراينداد دي فالديبورس
بلدية ميراينداد دي فالديبورس (بالإسبانية: Merindad de Valdeporres)‏, هي إحدى بلديات مقاطعة برغش, التي تقع في منطقة قشتالة وليون, والتي تقع في شمال غرب إسبانيا.
يبلغ عدد سكانها 504 نسمة وفقاً لإحصائية سنة (2002).